# 静岡産業技術専門学校
静岡産業技術専門学校（しずおかさんぎょうぎじゅつせんもんがっこう）は、静岡県静岡市葵区に存在する学校法人静岡理工科大学系列の専修学校。｢産技｣と略されることがある。

## 所在地
- 静岡県静岡市葵区宮前町110-11

## 沿革
- 1970年 静岡県自動車学校から独立し、静岡産業技術専門学校を開設。
- 1976年 各種学校から専門学校へ昇格。
- 1981年 情報処理科をコンピュータ科に改称。
- 1990年 情報システム研究科開設。
- 1992年 オフィスオートメーション科をOAビジネス科に改称。
- 1995年 卒業生に専門士を付与することが認められる。コンピュータグラフィックス科開設。
- 1996年 ゲームクリエイト科、マルチメディア科開設。
- 1997年 建築科を開設。
- 1998年 情報テクノ科を情報ネットワーク科に改称。
- 2001年 マルチメディア科をマルチメディアデザイン科に改称。
- 2002年 情報システム研究科を情報ネットワークシステム科に改称。
- 2003年 マルチメディアデザイン科をWebデザイン科に改称。
- 2006年 コンピュータ科CADコースが独立、CADデザイン科開設。
- 2007年 情報ネットワークシステム科を情報システムアドバンス科に改称。コンピュータ科インターネットビジネスコースが独立、総合ビジネス科開設。
- 2011年 みらい情報科(4年制：大学併修)、医療事務科を開設。
- 2012年 コンピュータグラフィックス科をCG・アニメーション科に改称。メディアクリエイション科を開設。
- 2015年 メディアクリエイション科を広告・WEBデザイン科に改称。
- 2018年 CG・アニメーション科と広告・WEBデザイン科が統合され、CG技術科と改称。
- 2019年 こども保育科を開設。

## 学科・コース
(2022年4月28日現在)
- みらい情報科(4年制：定員25名)
コンピュータの基礎とプログラミングを学習し、グローバルな視野、優れた情報収集能力を養う。新しいことにチャレンジできる人材育成が目的。大学と専門学校の課程を履修するダブルスクール制を導入。
- コンピュータ科プログラムコース(2年制：定員40名(コンピュータ科としての定員) )
主にプログラミング、データベース、ネットワーク技術を基礎から学習する。システムエンジニアやプログラマーの育成が目的。
- コンピュータ科ビジネスコース(2年制：定員40名(コンピュータ科としての定員) )
コンピュータシステム、ネットワーク、マネジメントなどのIT技術、ビジネスやオフィスマナーなどの知識を学習する。IT技術を活かしたオフィスワーカーの育成が目的。
- 医療事務科(2年制：定員20名)
医療事務の専門知識を軸とし、薬学や医学などの知識を学習する。医事コンピュータなどのパソコン活用術だけでなく、「ホスピタリィマインド(思いやりの心)」を持った人材育成が目的。
- CG技術科(3年制：定員30名)
デッサンやマンガ・イラストレーション、Webや広告のデザインなどを基礎から学び、2次元アニメと3次元CG映像に必要な知識・技術などを学習。「アニメ・ゲーム・映像制作」で活躍できる映像クリエイター、Webデザイナーの育成が目的。
- ゲームクリエイト科(3年制：定員30名)
ゲーム開発に関わるプログラミング技術を中心に、ゲームの発想・企画・シナリオからグラフィックス・サウンドなどを学習する。ゲームプログラマー、プランナーとして活躍できるゲームクリエイター育成が目的。
- CADデザイン科(2年制：定員20名)
自動車・オートバイ・プラモデルなどの工業デザインについて、製図知識・CADソフトを駆使して3次元モデリングができるCAD利用技術者の育成が目的。
- 建築科(2年制：定員30名)
建築計画・建築法規・建築構造・建築施工、建築設計などの基礎知識、建築CADや3次元CGなどのコンピュータ技術を学習する。社会に貢献できる新世代の建築技術者の育成が目的。
- こども保育科(3年制：定員20名)
保育や幼児教育に関する基礎知識を学び、保育士としての能力、視野や感性などを高める。地域や社会に貢献できる保育士、教諭の育成が目的。2年次には近畿大学九州短期大学でのスクーリングがある。

## 施設
- 各実習室
  - CG Creation Suite(CG・アニメーション実習室)
CGやアニメーション、映像編集など、プロ仕様のデザイン系ソフトウェアを完備。3DCGアニメーションの制作にも対応可能。
  - CAD Design Suite(CADデザイン実習室)
業界標準の3次元CADソフト「Solidworks」による設計演習が行える環境を完備。また、建築系のCAD設計授業にも対応可能。
  - Game Design Suite(ゲームクリエイト実習室)
ゲームプログラミングを中心としたゲーム制作用開発ソフトを完備。ネットワークゲームにも対応可能。
  - Media Creation Suite(メディアクリエイション実習室)
広告やポスター制作に必要な画像編集、DTP技術を身につけるためのソフトを完備。マシンはすべてMacintoshでデザイン会社での仕事を想定。
  - System&Network Suite(情報ネットワーク実習室)
シスコネットワーキングアカデミーをはじめとする最先端のネットワーク技術やシステム開発の実習ができる設備を完備。
  - Medical&Business Suite(医療&ビジネス実習室)
病院窓口での様々なシチュエーションを想定しながら、患者への接遇マナー実習を行う。
  - Architect Design Suite(建築・インテリアデザイン実習室)
一人一台のドラフター(設計製図台)を完備。インテリアデザインや住宅設計などの設計製図の実習を行う。
  - IT Solution Suite(ゼミナール室)
少人数で行う実習や研究、試験対策など、ゼミ形式での授業を行う。
- ルーフテラス
- 就職相談室
- 多目的ホール